# Маабарот (кибуц)
Маабаро́т — кибуц в Израиле к востоку от Нетании. Основан в 1932 году. Находится под юрисдикцией регионального Совета долины Хефер.

## История
Маабарот стал третьим кибуцем, созданым федерацией Кибуц Арци. Расположен на равнине Шарон, близ старой дороги из Петах-Тиквы в Хайфу. Его основали выходцы ха-Шомер ха-Цаир, сионистского молодёжного движения в Румынии, которые организовали группу и эмигрировали в подмандатную Палестину в 1924 году.
После их прибытия в Палестину группа несколько лет ожидала доступные земли для поселения. В это время они работали в качестве наемных рабочих. В 1932 году еврейским Национальным Фондом был приобретен большой участок земли в Вади Хаварит / Долина Хефер, и часть площади была выделена этой группе. Десять членов образовали первоначальную присутствие на земле, возвели жилье и хозяйственные постройки и начали мелиорацию, в то время как остальная часть группы продолжила общинную жизнь в Хадере. В сентябре 1933 года остальные члены группы переехали на место Маабарот, которое было расположено в болотистой местности возле Нахаль Александр.
В последующие годы количество членов кибуца увеличелось за счет дополнительных групп ха-Шомер ха-Цаир из Болгарии, Венгрии, Германии (большинство из них были русскими) и Чили.

## Население
По данным Центрального статистического бюро Израиля, население на начало 2020 года составляло 986 человек.

## Экономика
Территория Маабарот занимает около 3 км². земли. Хлопок является основной товарной культурой; другие отрасли включают в себя субтропический фруктовый сад, рыборазводные пруды и молочный коровник. В кибуце также работают две фармацевтические фабрики:
- «TRIMA», которая производит медицинские товары; и
- «Мa’abarot Products», которая занимается производством ветеринарных медикаментов и кормовых добавок для животноводства, среди них корм для собак «BONZO» и кошачья едa «LaCat».

Кроме того, в Маабарот работает современнейшая распылительная сушилка, которое обезвоживает различные продукты. Важнейшим продуктом является «МАТЕРНА», ведущая молочная смесь в Израиле.

## Культура
Члены кибуца активно участвуют в художественной и музыкальной жизни страны. Композитор Нисим Нисимов, ведущая фигура в музыкальной деятельности рабочего движения, организовал в 1944 году известное музыкальное шоу по мотивам песни песней. В 1955 году французский виолончелист Поль Тортелье, впечатленный идеалами кибуцев, поселился со своей семьей и работал здесь в течение года. Затем он сочинил «израильскую Симфонию», основываясь на своем опыте жизни в кибуце.

## Археология
На территории кибуца были найдены погребальные пещеры и артефакты доисторических поселений.